# Schroederella nipponica
Schroederella nipponica är en tvåvingeart som beskrevs av Okadome 1969. Schroederella nipponica ingår i släktet Schroederella och familjen myllflugor. Inga underarter finns listade i Catalogue of Life.